# Alessio Martinelli
Pour les articles homonymes, voir Martinelli.
Alessio Martinelli, né le 26 avril 2001 à Sondalo, est un coureur cycliste italien.

## Biographie
Membre de l'équipe Bardiani CSF Faizanè à partir de 2022, son contrat avec sa formation est prolongé en novembre 2023 jusqu'en fin d'année 2025.

## Palmarès et résultats

### Palmarès par année
- 2018
  - Trofeo Enzo Migliore
  - 3e de Brescia-Monte Magno
- 2019
  - Trofeo Città di Borgomanero
  - Gran Premio Città di Cortona
  - Trofeo Del Rio
  - Sandrigo-Monte Corno
  - 2e étape du Giro della Brianza (contre-la-montre)
  - Trofeo Ottavio Bottecchia
  - Gran Premio Sportivi di Loria
  - 3e étape du Giro della Lunigiana
  - 2e du Giro della Brianza
  - 2e du Giro della Lunigiana
  -  Médaillé d'argent du championnat du monde sur route juniors
  - 3e du Trofeo Alta Valle del Tevere
  - 3e du championnat d'Italie sur route juniors
- 2021
  - 2e du Trophée de la ville de Malmantile
  - 2e du Trofeo Gavardo Tecmor
  - 3e de la Coppa Collecchio
  - 3e de Bassano-Monte Grappa
  - 3e de la Ruota d'Oro
- 2022
  - Grand Prix Alanya
  - 4e étape de la Carpathian Couriers Race
  - Grand Prix Industrie del Marmo
- 2023
  - 2e du Trofeo Piva

### Résultats sur les grands tours

#### Tour d'Italie
1 participation
- 2025 : abandon (16e étape)

### Classements mondiaux
| Année                                 | 2021 | 2022 | 2023 | 2024  |
| ------------------------------------- | ---- | ---- | ---- | ----- |
| Classement mondial                    | 974e | 513e | 503e | 2330e |
| UCI Europe Tour                       | 730e | 408e | nc   | nc    |
|                                       |      |      |      |       |
| Légende : nc = non classéSource : UCI |      |      |      |       |